# Code pénal (Singapour)
Le Code pénal de Singapour fixe les principes généraux du droit pénal de Singapour, ainsi que les éléments et les sanctions des infractions de droit commun tels que l'homicide, le vol et la tricherie. Le Code pénal ne définit pas de manière exhaustive toutes les infractions pénales applicables à Singapour - un grand nombre d'entre elles sont établies par d'autres lois comme la Loi sur les infractions et les armes, la Loi sur l'enlèvement, celle sur l'abus de drogues ou sur le vandalisme.